# Театры Томска

## История

### Первый театр Томска
Томский театр ведёт своё начало с 1850 года, когда Николай Евтихиевич Филимонов, золотопромышленник и городской голова Томска (1840—1848), частично на свои средства, частично на собранные по подписке построил первое в Томске деревянное здание театра. Первый в Томске театр просуществовал 32 года.

### Королёвский театр
Первое каменное здание театра в Томске было построено купцом Евграфом Королёвым — Королёвский театр — в 1885 году на собственные средства. Проект здания театра, с большим залом на 1000 мест, был выполнен томским архитектором П. П. Нарановичем. Современники[чьи?] отзывались о внутреннем устройстве театра очень одобрительно — коридоры и фойе, уборные и гардероб были устроены настолько удачно, что даже и при большом стечении публики исключались давка и теснота, столь часто присущие многим провинциальным театрам. Королёв потратил на театр 150 000 рублей, но он полагал покрыть расходы — с появлением в Томске Университета можно было рассчитывать на постоянный интерес к театру интеллигентной публики.
Королёвский театр погиб в пожаре 20 октября (2 ноября) 1905 года, когда организованное в нём Томским комитетом РСДРП собрание было разгромлено томскими черносотенцами, которые подожгли здание театра.

### После Королёвского театра
После сожжения Королёвского театра, спектакли в Томске демонстрировались публике в Общественном собрании, Бесплатной библиотеке и других помещениях.
Большую роль в театральной жизни Томска играли спектакли любительских коллективов «Общество любителей драматического искусства», «Томское драматическое общество» (воспитавшее Варвару Массалитинову). Спектакли шли, не прекращаясь и с приездом профессиональных трупп.
В 1918—1919 годах в Томске работала драматическая студия И. Г. Калабухова, затем — Театр совдепа. Осенью 1920 года в Томск прибыл Театр студийных работ А. Д. Попова.
В ноябре 1922 года был организован Большой городской театр, расположившийся в бывшем здании Общественного собрания. В 1923 году Большой театр был преобразован в Театр драмы и комедии имени А. В. Луначарского, который в 1926 году переехал в помещения бывшего кинотеатра «Новый» в переулке Нахановича (ныне в этом здании располагается Театр юного зрителя), не функционировавшие предыдущие пять лет. Один сезон в театре работал высланный в Томск Н. Эрдман. В августе 1941 года театр был переведён в Кемерово, где его труппу объединили с местным городским драматическим театром. Объединённый театр унаследовал имя Луначарского, которое носит до сих пор (см.: Кемеровский областной театр драмы им. А. В. Луначарского), а освободившиеся помещения занял эвакуированный Первый Белорусский государственный театр, в 1944 году вернувшийся в Минск.
В 1938 году основан Томский государственный колхозно-совхозный передвижной театр, который в 1941 году был переведён на работу в Анжеро-Судженск, а летом-осенью следующего года преобразован в Нарымский окружной драматический театр со статусом хозрасчётного коллектива и перебазирован в Каргасок, а с 26 мая 1943 года — в Колпашево.
В сентябре 1944 года, в связи с ликвидацией Нарымского округа и образованием Томской области, а также реэвакуацией белорусской театральной труппы, Нарымский окружной драматический театр, руководимый в тот период Ириной Мейерхольд и Василием Меркурьевым, перемещён в Томск. Примерно в то же время из Горького в Томск прибыл и 4-й колхозно-совхозный театр имени В. П. Чкалова под руководством Павла Антокольского. Эти две труппы были объединены в Томский областной драматический театр, некоторое время продолжавший носить имя Чкалова. Театр разместился в помещениях бывшего кинотеатра «Новый», откуда в 1979 году переехал в новое, специально построенное для него здание на площади Ленина. Визитной карточкой театра стала пьеса Д. Лифшица «Университетская роща» в постановке М. А. Юфы. В труппе театра служили М. П. Кузнецов (1945—1951) в будущем — Народный артист СССР, Народные артисты РСФСР Л. И. Долматова (1963—1965, и с 1969), Т. П. Лебедева (1946—1987), первый в Томске Народный артист РСФСР А. В. Ратомский (1955—1970?), Народная артистка Украины Н. Н. Юргенс (1960—1969) и другие актёры. Театром руководили Ф. Г. Григорьян (1975—1984), М. Б. Борисов (1984—1987), О. Р. Пермяков, Б. И. Цейтлин, Ю. А. Пахомов.

## Современность
В настоящее время[уточнить] в Томске работают более 8 театров.

### Театр юного зрителя[4]
Открыт в 1980 году. Основу первой труппы составили выпускники Ленинградского государственного института театра, музыки и кинематографии, первый главный режиссёр — Г. Н. Пономарёва. Первоначально представления давались в помещениях городского Дворца пионеров. В 1986 году переехал в отреставрированное здание бывшего кинотеатра «Первый» («Новый») по адресу: переулок Нахановича, дом 4.

### Томский областной театр куклы и актёра «Скоморох» имени Романа Виндермана.
Основан в 1946 году как Томский областной театр кукол. Первые годы существования собственной стационарной площадки театр не имел, а представления давал только на сценах других учреждений культуры и в учебных заведениях Томской области.
В 1954 театр «подселили» к областному драматическому театру, в здание на переулок Нахановича, дом 4, где он располагался последующие годы, пока не получил собственное помещение по адресу: Кооперативный переулок, дом 4.
В 1982 году главным режиссёром театра стал Роман Виндерман, до этого занимавший аналогичную должность в Свердловском театре кукол. Вместе с Виндерманом в Томский областной театр кукол из Свердловского перебрались: художник-постановщик Любовь Петрова и группа артистов. Под руководством Р. Виндермана обновилась труппа театра, а сам театр преобразовался в Театр куклы и актёра. Основное отличие обновлённого Виндерманом театра от прежнего выразилось в том, что живые актёры во время спектакля перестали просто управлять куклами, скрываясь за ширмой, а стали равноправными с куклами участниками сценического действа. Такой тип спектакля уже за несколько лет до этого начал практиковаться в нескольких кукольных театрах так называемой «Уральской зоны», в том числе и в ранее руководимом Романом Виндерманом Свердловском театре.
В 1987 году Томскому театру куклы и актёра присвоено название «Скоморох», под которым театр получил мировую известность, благодаря его участию во множестве фестивалей искусств и конкурсах различного уровня, на которых «Скоморох» неоднократно завоёвывал награды. Начиная с этого периода, театр стал активно сотрудничать с другими отечественными и зарубежными театрами, выпуская совместные спектакли, которые демонстрировались и на томский сцене, и на площадках театров-партнёров «Скомороха».
В 1999 году театр получает в своё распоряжение всё здание томского Дома науки имени П. И. Макушина, где и размещается в настоящее время.
В 2001 году, после смерти Романа Виндермана, театру присвоено его имя.

### Театр живых кукол «Два плюс Ку»
Основан в 1991 году Владимиром Захаровым·.
Здание театра в виде большого деревянного сундука построено среди квартала деревянной застройки на склоне городской территории к реке Томь (Южный переулок, 29).
Участвующие в спектаклях куклы изготовлены Владимиром Захаровым по оригинальной конструкции — куклы на запястье. Единственный актёр во всех спектаклях — сам Владимир Захаров.
Внутреннее помещение театра, со зрительным залом вместительностью 40-60 зрителей, внутренним балконом по части периметра зала, представляет собой также музей кукол. Управляемые компьютерными программами куклы реагируют на приближающихся людей, начинают двигаться и говорить — это могут быть приветствия, оценки происходящего, монологи и т. п.
Тепло в зал дает «живое» пламя из камина.
- Гардероб театра «Два плюс Ку».
- Скульптор Л. Усов,
 работа В. Захарова.

### Театр актеров, кукол и теней «ЭТНОС»
Театр находится в здании Томского областного художественного музея. Был создан летом 2004 года учениками и коллегами Романа Виндермана. Спектакли театра, созданные на основе народного творчества и национальных эпосов, ориентированы в основном на детскую аудиторию, но и не только. На областных театральных фестивалях «Маска» спектакли театра побеждали в номинации «Лучший спектакль для детей» в 2007 и 2009 годах.

### Театр «Версия»[10]
Открытие состоялось 5 декабря 2006 года. Специально для театра было построено здание по адресу: Улица Белинского, дом 40.
Репертуар театра включает классические произведения А. П. Чехова, Н. М. Карамзина, Н. В. Гоголя, В. В. Набокова и современные — Бориса Акунина, Джона Фаулза.